# 埃旺
埃旺（法語：Évans，法語發音：[evɑ̃]）是法国汝拉省的一个市镇，属于多勒区。

## 地理
埃旺（47°10'44"N, 5°46'23"E）面积9.87 平方千米，位于法国勃艮第-弗朗什-孔泰大區汝拉省，该省份为法国东部内陆省份，北起上索恩省，西北接科多尔省，西临索恩-卢瓦尔省，南至安省，东与杜省和瑞士接壤。
与埃旺接壤的市镇（或旧市镇、城区）包括：贝尔特朗日、大梅尔塞、圣维特、当皮埃尔、弗赖桑、萨朗。

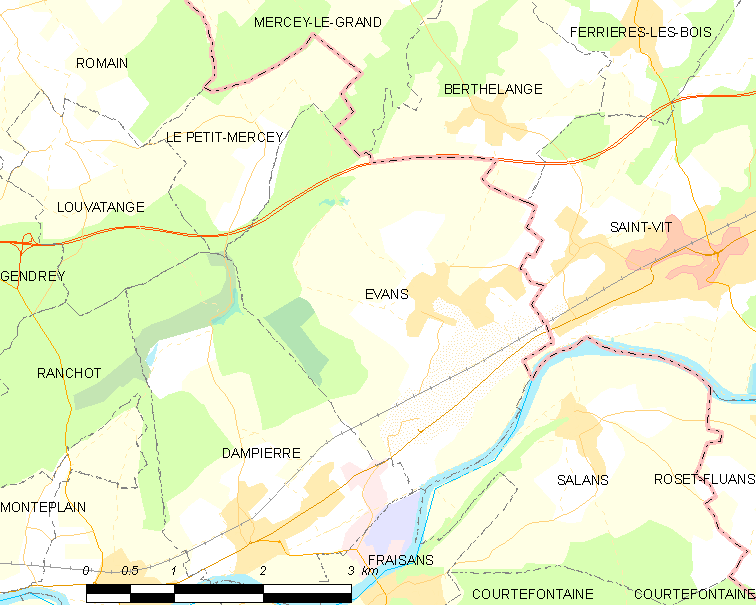
埃旺的OSM定位图

埃旺的时区为UTC+01:00、UTC+02:00（夏令时）。

## 行政
埃旺的邮政编码为39700，INSEE市镇编码为39219。

## 政治
埃旺所属的省级选区为蒙苏沃德雷县。

## 人口

1962-2008年间埃旺人口变化图示

埃旺于2022年1月1日时的人口数量为658人。